# 9968 Serpe
9968 Serpe è un asteroide della fascia principale. Scoperto nel 1992, presenta un'orbita caratterizzata da un semiasse maggiore pari a 2,5658485 UA e da un'eccentricità di 0,0529289, inclinata di 12,98390° rispetto all'eclittica.
L'asteroide è dedicato al belga Jean Nicolas François Jules Serpe, professore di fisica teorica.